# Mackenzie Arnold
Pour les articles homonymes, voir Arnold.
Mackenzie Arnold, née le 25 février 1994 à Gold Coast, est une footballeuse internationale australienne. Elle joue au poste de gardienne de but à Portland Thorns, et en équipe nationale depuis 2012.

## Biographie
Elle connait sa première sélection en équipe nationale le 20 novembre 2012 face à Tapei (victoire 7-0).
Elle participe avec l'équipe d'Australie à deux Coupes du monde, en 2015 et en 2019.
Lors de l'été 2016, elle participe aux Jeux olympiques d'été de 2016 organisés à Rio de Janeiro.
Elle atteint par ailleurs la finale de la Coupe d'Asie en 2018.
Elle fait partie des 22 joueuses retenues par la sélection australienne pour les Jeux olympiques 2020 à Tokyo.
En 2023, il fut nommé pour le prix The Best – Gardienne de but de la FIFA.
En mai 2024, elle a été élue marteau féminin de l'année par les supporters de West Ham United pour la saison 2023-24.
Le 10 juillet 2024, le Portland Thorns FC a annoncé qu'il avait signé un contrat avec Arnold jusqu'à la saison 2026 avec une option mutuelle pour 2027.

## Palmarès
- Finaliste de la Coupe d'Asie en 2018 avec l'équipe d'Australie